# DEPO-NET
DEPO-NET（でぽねっと）とは、世界デザイン博覧会の際に、NHK名古屋放送局と連動企画を実施、名古屋市と日本電信電話（NTT）が協同運営したパソコン通信。

## 概要
NTT東海支社に機材をおいたTeleputeと連携し，名古屋市役所研修室に機材を置いた。名古屋市役所マイコンクラブが運営した。NHK-FMの番組と連動し，リクエストを受付、会場のNHK名古屋放送局前での集まり等もあった。DEPO-NETはボランティア運営していてデータのバックアップが不十分だったが、本山の時計屋であったYASUBEEがアクセスログを保存していたため，ハードディスクが壊れてもほとんど復活することができた。
近隣のパソコン通信のメンバの多くが協力していたこともある。その後、名古屋市役所のパソコン研修でも利用し続けたとのこと。